# Йованич, Милан
Милан Йованич (серб. Милан Јованић; 31 июля 1985, Нови-Сад, СФРЮ) — сербский футболист, вратарь. Выступал в сборной Сербии.

## Биография

### Клубная карьера
Первым клубом Йованича была «Войводина». Оттуда он перешёл в «Ветерник», где начал играть за взрослую команду. В 2005 году переехал в австралийский «Перт Глори», в котором был запасным вратарём и сыграл только в одном матче лиги. После сезона 2005/06 вернулся в родной город, чтобы играть за «Нови-Сад». После трёх сезонов перешёл в Суперлиговый «Спартак Златибор Вода». В сезоне 2009/10 клуб финишировал на 4-м месте и завоевал право играть в Еврокубке. Йованич был назван на втором месте в голосовании лучшего вратаря лиги, после Саши Стаменковича.
11 июня 2010 года на официальной странице Спартака появилось сообщение, что Йованич прошёл медицинские тесты в краковской «Висле». Через два дня краковский клуб проинформировал, что подписал с сербом пятилетний контракт. В первом же сезоне в Экстракласе стал чемпионом Польши.

### Карьера в сборной
В 2003 и 2004 годах Йованич вызывался в сборную Сербии и Черногории до 19 лет. В основной сборной Сербии дебютировал 7 апреля 2010 года в победном (3:0) товарищеском матче со сборной Японии

## Достижения
- Чемпион Польши (1): 2010/11